# Corcobara
Corcobara là một chi bướm đêm thuộc họ Erebidae.